# TCB Band

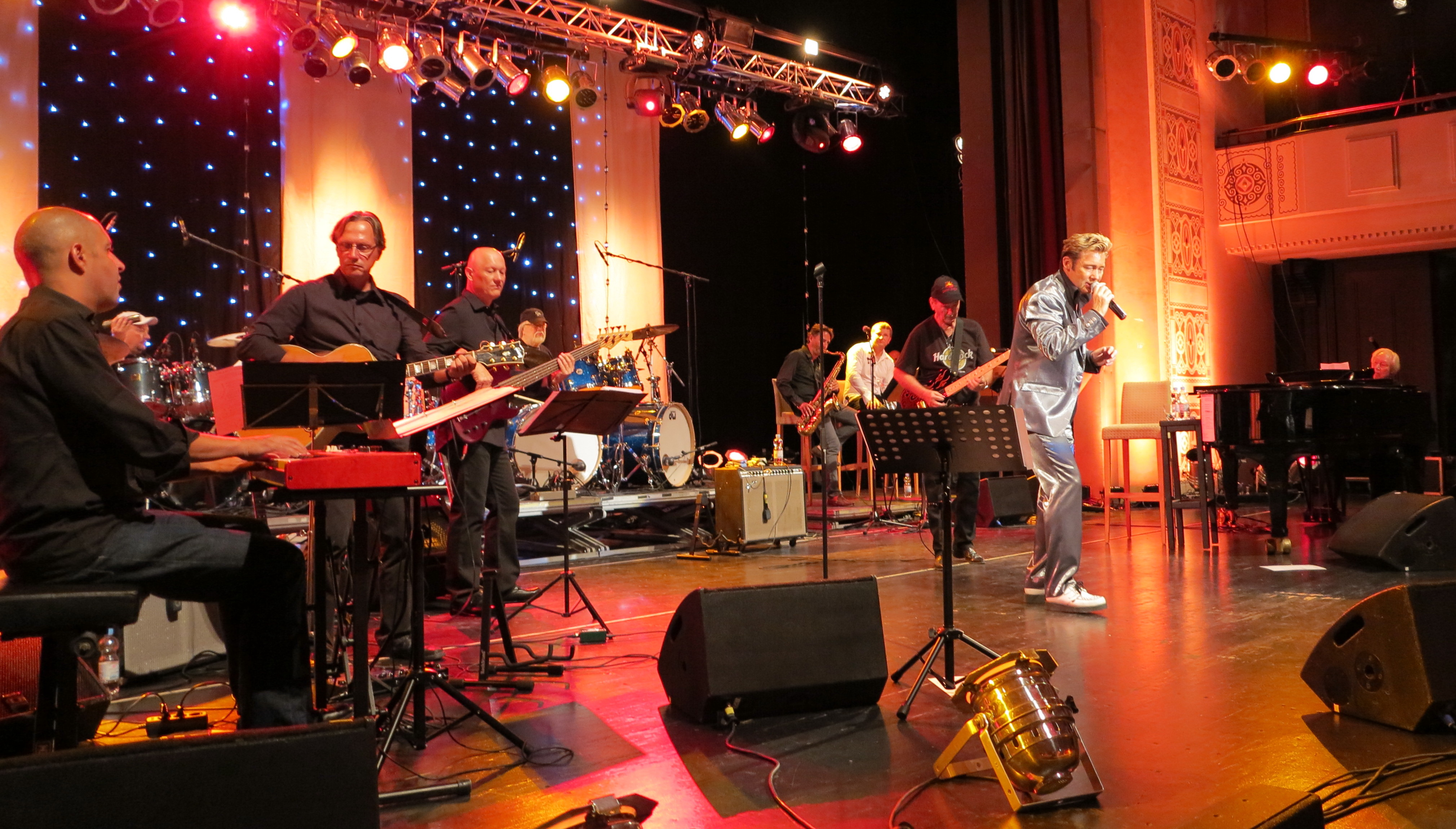
Bad Nauheim 2013

TCB Band (TCB jest skrótem od Taking Care of Business) – grupa muzyczna, która stanowiła podstawę sekcji rytmicznej zespołu Elvisa Presleya od sierpnia 1969 do jego śmierci w 1977.
Pierwszymi członkami zespołu byli James Burton (gitara prowadząca), Jerry Scheff (bass), John Wilkinson (gitara rytmiczna), Larry Muhoberac (keyboard) i Ron Tutt (perkusja). Po raz pierwszy wystąpili w Las Vegas 31 lipca, 1969.